# Nicolette Kluijver
Nicolette Rianne Kluijver (Hilversum, 29 de septiembre de 1984) es una presentadora y ex modelo neerlandesa.

## Biografía
Kluijver nació en Hilversum, Países Bajos, pero se trasladó a los diez años junto con sus padres a Almere. Como cantaba el día entero, su madre, a los diez años de edad permitió a la hija ir a la gira de Kinderen voor Kinderen, donde cantó dos veces en solitario Mama is morgen van mij. A la edad de dieciséis años, trabajó para la cadena local del Almere, donde presentó el programa de televisión AlmereRulez TV.
A los diecisiete años, ella fue descubierta por la agencia de modelos Elite Model y viajó durante tres años por todo el mundo, desfilando para marcas como Diesel, Tommy Hilfiger y G-Star. Entre 2002 y 2005, fue varias veces como un extra en la serie de éxito en holanda, Goede tijden slechte tijden.
A continuación, presentó dos temporadas para 6pack y trabajaba desde el 21 de agosto de 2006 delante y detrás de la cámara en el programa de BNN Spuiten y Slikken.
En 2007, realizó junto con Dennis Storm y el programa de viajes Weg met BNN, presentó junto con Sophie Hilbrand , el programa de BNN De Klimaatpolitie, fue una de los candidatas en el programa de TV Crazy 88 y uno de los ocho presentadores de Try Before You Die. En el último programa que se realizó en septiembre de 2007, la NS presentadó cargos en su contra por abuso del freno de emergencia de un tren, vandalismo, y acceso no autorizado a zonas de trabajo. Antes de esto en julio de 2007, interrumpió junto con Hilbrand el tiempo en las noticias de las 8 de Gerrit Hiemstra en el NOS Journaal con el fin de solicitar la atención del programa  Klimaatpolitie de BNN. Esta fue también una solicitud para que Hiemstra, por más que se preste atención, por el clima y la publicidad para el concierto Live Earth, que se celebraba dos días más tarde.
En 2009, presentó de nuevo, en este caso el programa Spuiten en Slikken,esta vez con Zarayda Groenhart.
En 2008, Kluijver fue nominada para los Golden Televizier-Ring en la categoría Premio talento televisivo, un premio para los nuevos talentos televisivos. Durante la Televizier Gala de 2009 terminó en la novena posición (de 30 contendientes en la categoría de Plata Televizier Estrellas Femenino. Durante la Life4You a la emisión de 3 de octubre de 2010 se anunció que se terminó 6º (de 30 contendientes en la categoría de Plata Televizier-Star Femenino de 2010.
Al 1 de enero de 2014, Kluijver, comenzó en la cadena de televisión RTL 5. Aquí presentó, entre otros Expeditie Robinson y el programa de citas al desnudo Adam zkt  Eva.

### Vida personal
En 2009, Kluijver sufrió una fuerte conmoción cerebral en el hospital después de que un coche le golpease por detrás en un atasco de tráfico en la A1, causando una colisión en cadena. Las exploraciones en el hospital no dieron resultados, abandonó el hospital tras dos días en exploración. El resultado fue que durante varias semanas, no se le permitió trabajar y por lo tanto su papel en la película' Gangsterboys lo realizó Gaby Blaaser.
Kluijver, junto con el futbolista Evgeniy Levchenko en diciembre de 2011 fueron seleccionados por los votantes como el Vegetariano más Sexy de 2011. Tenían la mayoría de los 20.000 votos en la página web de Wakker Dier (asociación animalista). Kluijver terminó de 2007 a 2010, en la segunda en la categoría femenina. En 2012 hicieron ambos campaña contra el precio bajo del pollo en las estanterías de los supermercados.
Kluijver desde agosto de 2012, está casada y tiene dos hijas y un hijo (incluyendo gemelos). En el comienzo de 2017 fue diganosticada con cáncer de pulmón y se quitó el pulmón izquierdo.

## Espectáculos de televisión
En 2008, Kluijver formó parte programa Wie es de Mol?, que en ese año se llevó a cabo en México. Ella dejó el programa en la primera ronda.
En febrero de 2009, ella participó en el programa de Veronica, Waar is de Mol? como embajador "Monkey Business", junto con Johnny de Mol con los orangutanes en Borneo y Sumatra.
En mayo de 2009 fue junto a Bridget Maasland, los países bajos, Gijs Staverman, Sebastiaan Labrie, Cas Jansen, Rick Engelkes, Valerio Zeno, Kim-Lian van der Meij y Tanja Jess en el programa de Ranking de stars. Se ganó esta edición. La edición fue presentada por Sander Lantinga y Sophie Hilbrand.

## Carrera en la televisión
- SBS / MTV: 6pack temporadas 4 y 5
- BNN: Try Before You Die temporadas 3,4 y 5 (desde 2007)
- BNN: Spuiten en Slikken temporadas 3,4,5,6,7,8 y 9 (desde 2006)
- BNN: Spuiten en Slikken Op Reis (2009–2010)
- BNN: Weg met BNN (2007–2008)
- BNN: Crazy 88 (2008)
- BNN: De Klimaatpolitie (2008)
- BNN: Serious Request (2008 y 2009)
- BNN: Spuiten en Slikken Zomertour (2008 y 2009)
- BNN: Festival Report (2009–2010)
- BNN: Spuiten en Slikken aan Tafel (2009–2010)
- BNN/Llink: 3 op Reis (2010–2013)
- BNN: De Man met de Hamer (vaste kandidaat) (2011)
- BNN: Doe maar normaal (2011, invitada)
- BNN: Van God Los (2012)
- BNN: Vier handen op één buik (2012–2013)
- RTL 5: Expeditie Robinson (2014–actualidad)
- RTL 4: RTL Boulevard (2014–actualidad)
- RTL 5: Adam Zkt. Eva (2014–2015)
- RTL 5: Ik Ben Een Ster, Haal Me Hier Uit! (2014)
- RTL 5: Sex Academy (2014–2015)
- RTL 5: Seksverslaafd (2015)
- RTL 5: Van Je Vrienden Moet Je Het Hebben (2015)
- RTL 5: De Vijftien Vetste Video's Van Vandaag (2015–2016)
- RTL 5: De Grote Improvisatieshow (2016–actualidad)
- RTL 5: Get The F*ck Out Of My House (2016)
- RTL 4: Een Goed Stel Hersens (2017–heden)